# Jacques-Valère Clément
Pour les articles homonymes, voir Clément.
Jacques-Valère Clément, né le 5 juillet 1763 à Châteaudun, mort le 10 décembre 1839 à Montargis (Loiret), est un colonel français du Premier Empire.

## Biographie
Soldat au régiment de Neustrie-Infanterie le 30 août 1782, il obtint un congé absolu le 30 août 1790, et entre comme volontaire le 21 décembre 1791 dans le 2e bataillon de volontaires du Bas-Rhin.
Sergent-major et lieutenant les 4 mai et 7 septembre 1792, aide de camp du général Michaud le 8 germinal an II, adjoint aux adjudants-généraux Lacroix et Bellavène le 1er floréal an III, et aide-de-camp du général Desaix le 17 messidor an IV, il sert de 1792 à l'an V à l'armée du Rhin, prend une part glorieuse à la bataille de Rastatt le 17 messidor an IV, et est nommé capitaine sur le champ de bataille le 14 vendémiaire an V, dans une sortie de la garnison lors du siège de Kehl.
Il suit son général à l'armée d'Orient, passe le 21 fructidor an VII chef d'escadron au 14e régiment de dragons, et de retour en France avec le général Desaix, dont il est toujours aide de camp, il le voit tomber sur le champ de bataille de Marengo, et passe la 3 thermidor suivant dans la garde des consuls en qualité de chef d'escadron adjoint à l'état-major.
Adjudant-commandant le 9 fructidor an XI, il est chargé de reconnaître les batteries des côtes et des îles depuis Nantes jusqu'à Ostende, et de visiter les constructions de la flottille nationale établies sur la même ligne.
Au retour de cette mission, il est désigné le 22 frimaire an XII pour remplir les fonctions de chef d'état-major du corps des grenadiers de la réserve organisé à Arras. Il y reçoit la croix d'officier de la Légion d'honneur le 5 février 1804, et le 14 juin suivant, le brevet de commandant de la Légion d'honneur avec le titre d'adjudant supérieur du palais impérial.
Colonel du 22e régiment d'infanterie de ligne le 2 fructidor an XIII, il a la cuisse cassée par un boulet le 3 brumaire an XIV, au combat d'Oberhaus durant la Campagne d'Allemagne, et fait cependant les campagnes de 1806 et 1807 en Prusse et en Pologne, mais ses blessures ne lui permettant plus de supporter l'exercice du cheval, il prend sa retraite le 4 septembre 1807. Un décret impérial du 19 mars 1809 lui confère le titre de baron de l'Empire avec dotation de 4 000 francs. Il sera intendant général de la Maison du prince Borghèse.
Le gouvernement de la Restauration le fait chevalier de Saint-Louis le 5 novembre 1814. Relevé de la retraite le 5 mai 1815, et employé le 5 juin comme chef d'état-major de la 1re division militaire à Paris, il obtient le 4 juillet suivant le brevet de maréchal-de-camp, et est maintenu dans ses fonctions par décision du 6 du même mois. La seconde Restauration ne confirme pas cette nomination, mais Charles X lui accorde le 23 mai 1825 le grade honorifique de maréchal-de-camp.
Désigné par ses concitoyens après les événements de juillet 1830 pour commander la garde nationale de Montargis, dont il forme l'un des plus beaux corps du département du Loiret, il est nommé maréchal-de-camp le 19 novembre 1831. Réadmis à la retraite le 1er janvier 1833, il est mort à Montargis le 10 décembre 1839.

## Armoiries
| Figure | Blasonnement |
|        | Armes du baron Clément et de l'Empire (décret du 19 mars 1808, lettres patentes du 20 juillet 1808 (Bayonne), Écartelé : au premier d'azur chargé en chef d'un soleil d'or, et en pointe de deux étoiles de même posées en fasce; au deuxième de barons militaires; au troisième de gueules chargé d'une cuirasse d'argent frangée et orlée d'or traversée en barre d'une épée d'argent; au quatrième d'azur au cheval âilé d'argent, galoppant et contourné. Livrées : les couleurs de l'écu. |